# Moi, j'attends Adèle
 (mai 2019).
Moi, j'attends Adèle est le premier EP de Pierre Perret sorti en 1957 chez Barclay (70 083). Pierre Perret a interprété le titre lui-même au Cabaret de la Colombe. À l'époque, le compositeur moustachu refusait de chanter et préférait accompagner Françoise Marin à la guitare. Piégé par Michel Valette, fondateur du cabaret, il fit un tabac avec Moi, j'attends Adèle.
Jean Ferrat s'en souvient en mars 1972 lors de son passage en invité vedette chez Jacques Chancel au Grand échiquier sur la deuxième chaîne de télévision. Jean Ferrat, texte en main, chante le premier couplet de la chanson avec son auteur. L'extrait de ce grand échiquier est repris dans l'émission Il y a 25 ans la Colombe du réalisateur Maurice Frydland et présentée par Michel Valette.

## Listes des titres de l'album
| 1.   | Moi, j'attends Adèle                     | 1:43 |
| 2.   | Le Poulet                                | 1:27 |
| 3.   | Le Prince                                | 1:52 |
| 4.   | Qu'elle était jolie, qu'elle était belle | 2:09 |
| 5.   | Le Moulin à café                         | 1:47 |
| 8:58 |                                          |      |

## Crédits
- Accompagnements : François Charpin et son Trio
- Les musiques sont cosignées Rémy Corazza et Pierre Perret

### Article commexe
- Discographie de Pierre Perret